# Michael Dessen
Michael Dessen (* 1967 in Madison (Wisconsin)) ist ein US-amerikanischer Musiker (Zugposaune, Elektronik), Komponist und Hochschullehrer.

## Leben und Wirken
Dessen, der als Sohn eines Hochschullehrers in Chapel Hill (North Carolina) aufwuchs, erhielt eine klassische Musikausbildung und spielte als Schüler in verschiedenen Kammerensembles und Sinfonieorchestern. An der Eastman School of Music erwarb er einen Bachelor als Posaunist; er absolvierte einen  Master an der University of Massachusetts Amherst in Jazzkomposition (Studium bei Yusef Lateef, mit dem 1995 erste Aufnahmen entstanden) und den Ph.D. an der University of California, San Diego im Programm Critical Studies and Experimental Practices bei George Lewis und Anthony Davis. Er arbeitet seitdem in verschiedenen Ensembles (u. a. mit Mark Dresser und von 1999 bis 2011 im Improvisationskollektiv Cosmologic, mit Jason Robinson, Scott Walton und Nathan Hubbard) und beschäftigt sich zudem mit digitalem Networking. Aufnahmen unter eigenem Namen entstanden für die Label Clean Feed, Cuneiform und Circumvention. Im Bereich des Jazz war er zwischen 1995 und 2012 an 16 Aufnahmesessions beteiligt.
Im Kompositionsauftrag der Chamber Music America schrieb Dessen Resonating Abstractions, das er auf einer USA-Tournee Ende 2012 vorstellte. Seit 2006 ist er Associate Professor für integrierte Komposition, Improvisation und Technik an der University of California; dort war er Mitbegründer des Master-Studiengangs Music Emphasis in Integrated Composition, Improvisation and Technology (ICIT), der einen Kompositions- mit einem Jazzstudiengang verknüpft. Dessen schrieb Artikel für die Anthologie The Other Side of Nowhere: Jazz, Improvisation and Communities in Dialogue (Wesleyan University Press), für die Online-Journale Critical Studies in Improvisation / Etudes Critique en Improvisation und Musicworks, sowie das Vorwort für Yusef Lateef’s Songbook. In seinen Beiträgen geht er insbesondere auf die afroamerikanischen Traditionen im späten 20. Jahrhundert im Bereich der experimentellen Musik ein.

## Diskographische Hinweise
- Cosmologic: Staring at the Sun (Circumvention, 2000)
- Cosmologic: Syntaxis (Circumvention, 2002)
- Cosmologic: III (Circumvention, 2004)
- Lineal (Circumvention, 2006), mit Vijay Iyer, Mark Dresser, Susie Ibarra
- Cosmologic: Eyes in the Back of My Head (Cuneiform, 2006)
- Forget the Pixel (Clean Feed, 2011), mit Christopher Tordini und Dan Weiss
- Michael Dessen Trio: Somewhere in the Upstream (Clean Feed Records, 2018)